# Roy Posas
Roy Francisco Posas Ferrufino (Danlí, El Paraíso, Honduras; 14 de marzo de 1984) es un exfutbolista hondureño. Jugó como defensa central para el Club Deportivo Marathón de San Pedro Sula y en el Club Deportivo Motagua de Tegucigalpa, zona centro de Honduras. Actualmente era agricultor.

## Selección nacional
Ha sido internacional con Honduras en 4 ocasiones sin anotar goles. Debutó en marzo de 2004 en un juego amistoso ante Panamá. Su último juego internacional fue en junio de 2004 en un amistoso frente a Estados Unidos. 

## Clubes
| Club               | País      | Año         |
| ------------------ | --------- | ----------- |
| Motagua            | Honduras  | 2003 - 2005 |
| Municipal Valencia | Honduras  | 2005 - 2006 |
| Hispano FC         | Honduras  | 2006 - 2007 |
| Motagua            | Honduras  | 2007 - 2008 |
| Olimpia            | Honduras  | 2009        |
| Deportivo Heredia  | Guatemala | 2009 - 2010 |
| Necaxa             | Honduras  | 2010 - 2011 |
| Atlético Choloma   | Honduras  | 2011 - 2013 |
| Marathón           | Honduras  | 2013 - 2015 |

## Palmarés

### Campeonatos nacionales
| Título                    | Club    | País     | Año           |
| ------------------------- | ------- | -------- | ------------- |
| Liga Nacional de Honduras | Olimpia | Honduras | Clausura 2009 |